# ソセフォ・サカリア
ソセフォ・サカリア（Sosefo Sakalia、1991年12月14日 - ）は、ペニャロール・ラグビーに所属するラグビー選手。

## プロフィール
- トンガ・ヌクアロファ出身[1]。
- ポジションはフッカー(HO)。
- 身長 178cm、体重 96kg
- U20トンガ代表に選ばれたことがある。
- トンガ代表キャップは13(2021年3月現在）でラグビーワールドカップ2019のトンガ代表に選ばれた[2]。

## 略歴
ステアウア・ブクレシュティ、オリンピア・ブカレスト、ステアウア・ブクレシュティ、アジア・パシフィック・ドラゴンズを経て、2020年、ペニャロール・ラグビーに加入。